# Куперман Ісер Йосипович
І́сер Йо́сипович Ку́перман (21 квітня 1922, Хабне — 6 березня 2006, Бостон) — український і американський шашкіст, багаторазовий чемпіон світу з міжнародних шашок.

## Життєпис
Народився в містечку Хабне Київської губернії. Спочатку займався в шаховому гуртку київського Палацу піонерів, згодом перейшов в шашковий, займався разом з Давидом Бронштейном.
Ставав чемпіоном світу 1958, 1959, 1961, 1963, 1965, 1967 та 1974 років, багато разів втрачаючи титул і повертаючи його собі знову.
Вважаючи написання книг важливим фактором у підготовці до змагань, Куперман вніс у шашкову літературу значний доробок  російською, українською й іншими мовами.
1978 року емігрував до Ізраїлю, а потім до США, де багато разів поспіль ставав чемпіоном країни з пул чекерз.
Помер у місті Бостон.

## Книги
1. Куперман И. И. Матч на первенство СССР по шашкам 1947 г. 26 мая — 10 июня 1947 г./ Предисловие Г. Я. Торчинского. — М.; Л.: ФиС, 1948. — 36 с.
2. Куперман И. И. Новая теория шашечных дебютов. — М.; Л.: ФиС, 1949. — 64 с.
3. Куперман И. И. Начала партий в шашки / Предисл. Л. А. Рубинштейна. — М.: ФиС, 1950. — 163 с.
4. Куперман И. И., Каплан В. М. Начала и середина игры в шашки / Предисл. И. Качерова. — М.: ФиС, 1957. — 366 с.
5. Куперман И. И., Барский Ю. П. Стокліткові шашки: (Пособие для средн. и старш. школьн. возраста). — Київ: Детгиз УССР, 1961.
6. Куперман И. И., Кескер Ю. В. Rahvusvahelise kabe alused, Основы международной шашечной игры. — Таллин: Эстгосиздат, 1961. — 512 с. — естонською мовою.
7. Козлов И. П., Куперман И. И. Мы победили… М.: ФиС, 1960. — 256 с. — 12000 экз.
8. Куперман І. За світову корону: Записки чемпіона світу. — Київ: Молодь, 1963. — 152 с.
9. Барский Ю. П., Куперман И. И. Пригоди на кліткових полях. — Київ: Веселка, 1964. — 61 с. — Ил. Горбенко И.
10. Куперман И. И. Стратегия в стоклеточных шашках. — М.: ФиС, 1964. — 247 с.
11. Куперман И. И., Барский Ю. П. Король та його прем"ер-міністр. — Київ: Веселка, 1966. — 148 с.
12. Куперман Исер Иосифович. Шашки на стоклеточной доске. — Киев : «Здоров'я», 1967. — 208 с. — 15 000 прим. (рос.)
13. Куперман И. И. Тактика в стоклеточных шашках. — М.: ФиС, 1967. — 191 с.
14. Куперман І. И. На чорних діагоналях. — Київ: Веселка, 1969. — 256 с., — Ил. Горбенко И. — На укр. яз. (перевод с русской рукописи).
15. Куперман И. И. Учись грати в стокліткові шашки. — Київ: Радянська школа, 1969. — 195 с.
16. Куперман И. И. Школа игры в стоклеточные шашки. — 2-е, перераб. и доп. изд. — Киев: Здоровье, 1970. — 199 с.
17. Куперман И. И. Дебютные комбинации на 100-клеточной доске. — М.: ФиС, 1970. — 71 с.
18. Куперман И. И. На черных диагоналях. — М.: Дет. лит., 1970. — 319 с. — Ил. Белова Б.
19. Куперман И. И., Барский Ю. П. Как играют в стоклеточные шашки. — М.: Физкультура и спорт, 1972. — 136 с.
20. 7 матчей на первенство мира по шашкам. — Таллин: ЦС ДСО «Йыуд», 1972. — 88 с. — Составитель П. Ряэк. Комментарии И. Купермана.
21. Куперман Ісер Йосипович. Школа шашкових комбінацій. — Київ : «Веселка», 1973. — 180 с. — 30 000 прим.
22. Куперман И. И. Позиционная игра на стоклеточной доске. — Київ: Здоровье, 1974. — 263 с.
23. Куперман И. И. Комбинационная игра в международные шашки. — Комитет по физической культуре и спорту при Совете Министров Эстонской ССР, Таллин, 1976. — 81 с.
24. Куперман І. И. На чорних діагоналях. — 2-е видання, доповнене, Київ: Веселка, 1977. — 280 с.
25. Куперман И. И. Комбинационная игра в международные шашки. — Київ: Здоров'я, 1978. — 279 с.
26. I. Koeperman. LERN KOMBINEREN, D SW Administratief Centrum, 1982. — 66 с.
27. Iser Koeperman. DAMGEHEIM STAATSGEHEIM. LOTGEVALLEN VAN WERELDKAMPIOEN KOEPERMAN, 1983 A. SIJTHOFF B.V. — 160 с.
28. Куперман Исер. Судьба чемпиона. — Тель-Авив: Яков пресс, 1984. — 476 с.
29. Door Ir. Koeperman. Frans Hermelink. 1987. — 65 с.
30. Ir. I. Koeperman. Practische damkombinaties — 31. — 128 p.
31. I. Kuperman. Aberttura Central. — Сан-Паулу: Конфедерация шашек Бразилии, 1993. — 75 с. — португальською мовою
32. Iser Kouperman. Premiers pas vers le titre. — Paris, 1995. — volume 1. — 170 p.